# Tokyosoma takakuwai
Tokyosoma takakuwai är en mångfotingart som beskrevs av Karl Wilhelm Verhoeff 1929. Tokyosoma takakuwai ingår i släktet Tokyosoma och familjen Diplomaragnidae. Inga underarter finns listade i Catalogue of Life.